# حمام جم
حمام جم مربوط به دوره قاجار است و در شهرستان جم، محله ولایت واقع شده، سازنده این حمام محمد علی خان پریشان جمی می‌باشد که در زمان ناصری حاکم جم بوده‌است.
این اثر در تاریخ ۱۹ مرداد ۱۳۷۹ با شمارهٔ ثبت ۲۷۷۳ به‌عنوان یکی از آثار ملی ایران به ثبت رسیده‌است.